# Juan José Imbroda
Juan José Imbroda Ortiz, né le 24 juin 1944 à Melilla, est un homme politique espagnol, membre du Parti populaire (PP).
Il est président de Melilla de 2000 à 2019 puis à partir de 2023.

## Biographie

### Activité professionnelle
Il a été professeur de droit commercial, ainsi que conseiller fiscal entre 1979 et 1998. Dans ce cadre, il a été employé par la société Distribuciones Comerciales à partir de 1988. Il a en outre été conseiller d'entreprise.

### Activités politiques
Après avoir été premier adjoint au maire de Melilla, comme membre de l'Union du centre démocratique (UCD), alors que la ville n'était qu'une commune de la province de Cadix, de 1979 à 1983, il est élu, en 1995, député à l'Assemblée de Melilla, sous les couleurs de l'Union du peuple de Melilla (UPM).
Lors des élections générales du 12 mars 2000, il est élu au Sénat, sur une liste d'union avec le Parti populaire (PP). Quatre mois plus tard, et à la suite du vote d'une motion de censure constructive par 16 voix sur 25 contre Mustafá Aberchan, Juan José Imbroda est investi président de Melilla. Il est alors le quatrième à occuper cette fonction, depuis sa création en 1995.
Le statut d'autonomie donnant au président de la ville autonome la qualité de maire, il peut conserver son siège de sénateur, ce qui est interdit aux dirigeants des communautés autonomes espagnoles.

### Président de Melilla
En 2003, il se présente à sa succession en coalition avec le PP, et leur liste remporte un franc succès avec 55 % des voix et 15 sièges sur 25. L'UPM fusionne ensuite avec la fédération locale du PP, et il est réélu au Sénat en 2004. Il obtient un troisième mandat à la tête de Melilla trois ans plus tard, la liste du PP recueillant 56 % des suffrages et toujours autant de députés. Confirmé à la chambre haute des Cortes Generales en 2008, année où il est élu président de la fédération du PP à Melilla, il s'impose sans difficulté aux élections locales de 2011, avec 53,9 % des suffrages et de nouveau 15 élus sur 25.
Réélu lors du scrutin de 2015, il perd le pouvoir en 2019 alors qu'il est arrivé en tête. Lors du scrutin de 2023, il obtient à nouveau la majorité absolue. Son investiture se produit le 7 juillet, soit une vingtaine de jours après la date initialement prévue, en raison d'une contestation de l'élection qui ne donne finalement pas lieu à une modification substantielle des résultats.